# Paradexiospira falklandicus
Paradexiospira falklandicus is een borstelworm uit de familie Serpulidae. Het lichaam van de worm bestaat uit een kop, een cilindrisch, gesegmenteerd lichaam en een staartstukje. De kop bestaat uit een prostomium (gedeelte voor de mondopening) en een peristomium (gedeelte rond de mond) en draagt gepaarde aanhangsels (palpen, antennen en cirri).
Paradexiospira falklandicus werd in 1913 voor het eerst wetenschappelijk beschreven door Pixell.